# Lutzomyia gaminarai
Lutzomyia gaminarai är en tvåvingeart som först beskrevs av Cordero E. H., Vogelsang E. G., Cossio V. 1928.  Lutzomyia gaminarai ingår i släktet Lutzomyia och familjen fjärilsmyggor. Inga underarter finns listade i Catalogue of Life.